# Генеральний штаб Збройних сил Чехії
Генеральний штаб армії Чеської Республіки (чеськ. Generální štáb Armády České republiky; GŠ AČR) є частиною Міністерства оборони і забезпечує командування армією Чеської Республіки (далі АЧР). Його очолює начальник Генерального штабу армії Чеської Республіки, якого призначає та звільняє Президент Республіки за поданням Уряду та після обговорення у відповідному комітеті Палати депутатів. Начальник Генерального штабу АЧР підпорядковується Міністру оборони .
З липня 2022 року начальником Генерального штабу АКР є генерал-поручник Карел Ржека. Штаб-квартира Генерального штабу розташована в Празі.

## Структура
Організаційна структура Генерального штабу армії Чеської Республіки на 2020 рік :
- Начальник Генерального штабу
  - Канцелярія начальника Генштабу
  - Управління сил спеціального призначення
  - Кадрове агентство АЧР
    - Відділення гуманітарних послуг
    - Відділення експертних послуг з кадрів
    - Відділення внутрішнього управління

  - Фінансове управління АЧР
  - Особистий персонал
    - Головний капелан
- Перший заступник начальника Генерального штабу
  - Командування празького гарнізону
  - Управління зарубіжної діяльності
  - Іноземне представництво
  - Багатонаціональний координаційний центр логістики

- Заступник начальника Генерального штабу — начальник штабу
  - Секція розвитку сил Міністерства оборони
  - Секція планування можливостей Міністерства оборони
  - Секція логістики Міністерства оборони
    - Агентура логістики

  - Секція зв'язку та інформаційних систем Міністерства Оборони
    - Агентура зв'язку та інформаційних систем

  - Секція військової медицини Міністерства оборони
    - Агентура військової медицини

  - Секція розвідувальної безпеки Міністерства оборони

- Заступник начальника Генерального штабу — інспектор Армії Чеської Республіки
  - Інспекція начальника Генерального штабу

- Головний прапорщик Армії Чеської Республіки
- Оперативний штаб
- Штаб сухопутних сил
- Штаб повітряних сил
- Штаб інформаційних та кібернетичних сил
- Штаб територіальних сил
- Навчальне командування — Військова академія

## Начальники Генерального штабу
- Генерал армії[ru] Карел Пезл (1 січня — 30 червня 1993);
- Генерал-полковник Їржи Неквасил (1 липня 1993 — 30 квітня 1998);
- Генерал армії Їржи Шедіви (1 травня 1998 — 30 листопада 2002);
- Генерал армії Павел Штефка (1 грудня 2002 — 28 лютого 2007);
- Генерал армії Властиміл Піцек (1 березня 2007 — 30 червня 2012);
- Генерал армії Петр Павел (1 липня 2012 — 30 квітня 2015);
- Генерал армії Йосеф Бечвар (1 травня 2015 — 30 квітня 2018) [3];
- Генерал армії Алеш Опата (1 травня 2018 — 30 червня 2022) [4];
- Генерал-поручник Карел Ржека (з 1 липня 2022) [5].